# Iskut
Iskut est un village canadien du nord de la Colombie-Britannique et du district régional de Kitimat-Stikine. Il se situe à 380 km à vol d'oiseau de Terrace, le chef-lieu du district aux sources de la rivière Iskut entre les lacs Kluachon et Eddontenajon. Le village est une étape sur la route interprovinciale 37. Le village en pays talthan s'étend sur la réserve indienne Iskut 6. Il compte 478 habitants,.